# شفیع الرحمان

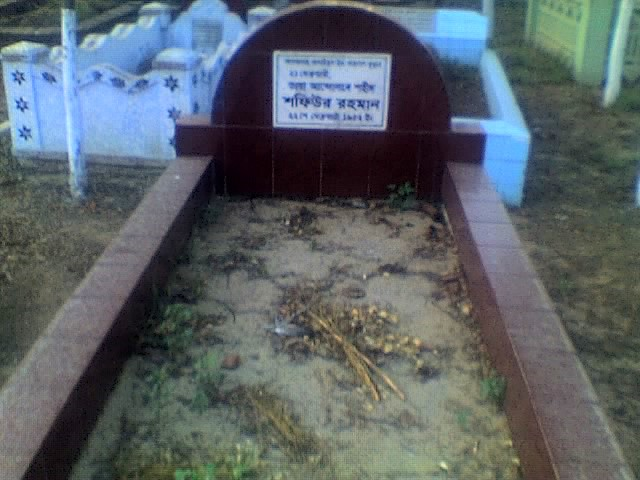
Grave of Sofiur Rahman in Azimpur Graveyard, Dhaka.

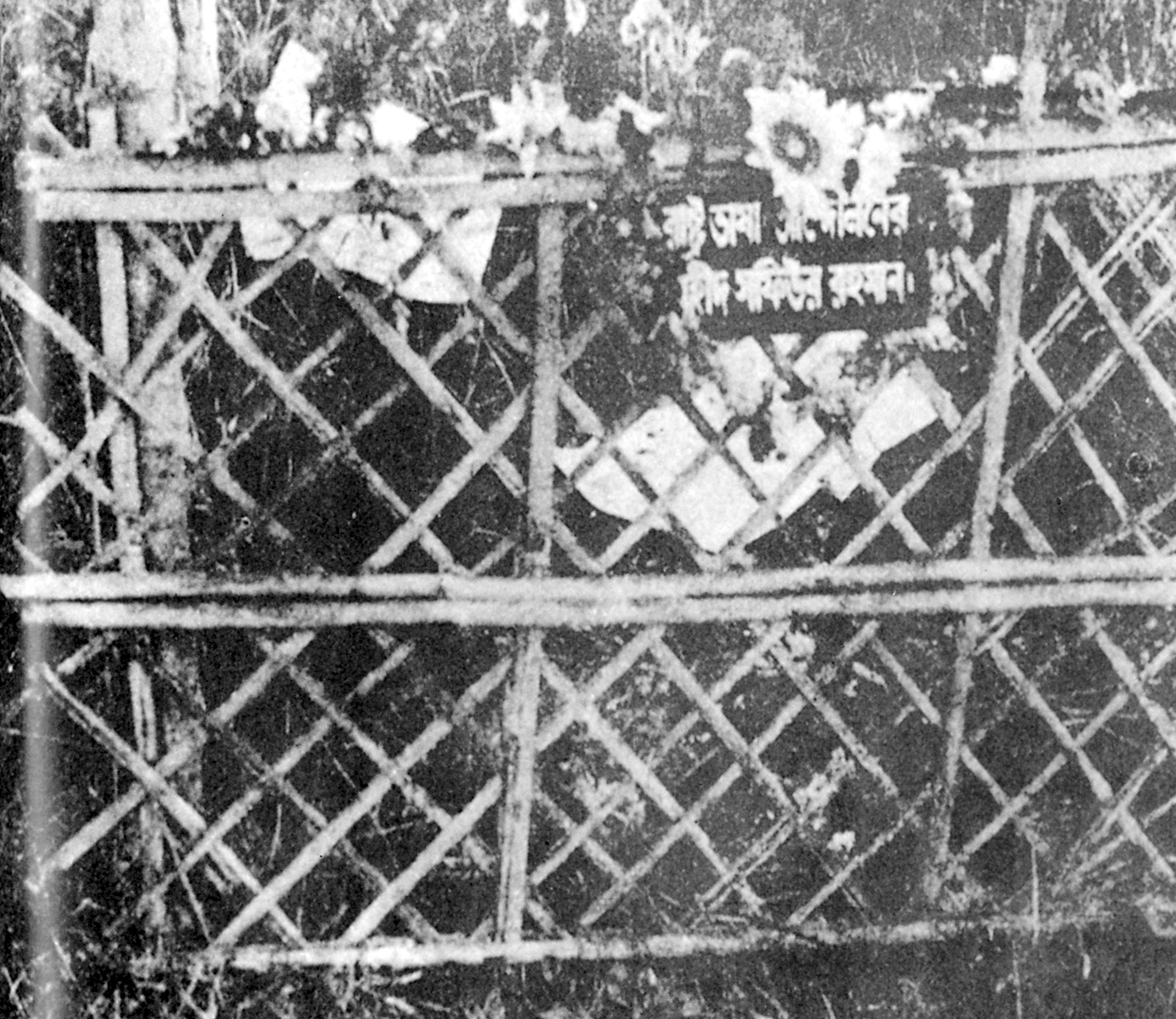
The grave of Sofiur, 21 Feb 1953

شفیع الرحمن (بنگالی: শফিউর রহমান) (۲۴ ژانویه ۱۹۱۸ – ۲۲ فوریه ۱۹۵۲) فعال دانشجویی اهل بنگلادش بود که در جریان تظاهرات جنبش زبان بنگالی، توسط نیروهای نظامی پاکستان کشته شد.